# Marco Cioci
Marco Cioci (Rome, 26 september 1975) is een Italiaans autocoureur.

## Carrière
Cioci begon zijn autosportcarrière in het formuleracing in de Formule Opel Lotus, waarin hij vijfde in de eindstand werd. In 1996 stapte hij over naar de Italiaanse Renault Clio Cup en eindigde het seizoen als derde. Na enkele jaren niet te hebben geracet, keerde hij in 2000 terug in de sport met een veertiende plaats in de Formule Palmer Audi. In 2001 en 2002 kwam hij uit in de Euro 3000 voor de teams Durango en Victory Engineering. In het eerste seizoen werd hij zestiende met een puntenfinish in de seizoensfinale op het Circuit Ricardo Tormo Valencia, voordat hij in 2002 puntloos op plaats 24 eindigde. In 2003 reed hij zijn laatste races in de formulewagens in de Infiniti Pro Series voor Sam Schmidt Motorsports. Hij eindigde als negende op de Indianapolis Motor Speedway, maar kwam op de Chicagoland Speedway niet aan de finish.
In 2004 stapte Cioci over naar de GT-racerij en debuteerde hij in het Italiaans GT-kampioenschap, waarin hij zevende werd. In 2006 maakte hij de overstap naar de enduranceracerij en kwam hij uit in de LMGT2-klasse van de Le Mans Series, voordat hij in 2007 overstapte naar de LMGT1-klasse. Met tussenpozen bleef hij tot 2016 actief in dit kampioenschap. In 2011 werd hij tweede in de LMGTE Am-klasse. In 2012 herhaalde hij dit in de hernoemde European Le Mans Series. Tussen 2007 en 2018 reed hij ook regelmatig in de International GT Open, waar hij in 2008 kampioen in de Pro-Am Cup werd. In 2009 keerde hij tevens terug in de Italiaanse GT, waar hij als tweede in de GT2-klasse eindigde.
In 2010 debuteerde Cioci in de 24 uur van Le Mans bij het team Racing Box SRL, maar kwam hij, samen met zijn teamgenoten Luca Pirri en Piergiuseppe Perazzini, niet aan de finish. In 2012 kwam hij uit in het nieuwe FIA World Endurance Championship (WEC). Hij reed voor AF Corse in enkele races van zowel de LMGTE Pro- als de LMGTE Am-klasse. In de Pro-klasse won hij, samen met Andrea Bertolini en Olivier Beretta, de seizoensopener in de 12 uur van Sebring en in de Am-klasse behaalde hij de zege in de 6 uur van Silverstone naast Perazzini en Matt Griffin. In 2013 reed hij het gehele seizoen in de Am-klasse, waarin een derde plaats in de 24 uur van Le Mans zijn beste resultaat was. In 2014 nam hij deel aan de eerste vier races van de Am-klasse en zegevierde hij, samen met Luis Pérez Companc en Mirko Venturi, in de 6 uur van Spa-Francorchamps. In 2017 eindigde hij, samen met Duncan Cameron en Aaron Scott, als derde in Le Mans, maar omdat de eerste twee inschrijvingen niet in aanmerking kwamen voor punten, werd zijn inschrijving binnen het WEC officieel uitgeroepen tot winnaar.
Tussen 2012 en 2018 reed Cioci in drie volledige seizoenen van de Blancpain Endurance Series. Ook reed hij tussen 2015 en 2017 in twee seizoenen van de Asian Le Mans Series. In 2018 kwam hij uit in de GT3-klasse van de Michelin Le Mans Cup, waarin hij met twee podiumplaatsen vierde werd. In 2019 en 2020 reed hij zijn laatste races in de Italiaanse GT.